# 신경유 선생 영정 및 공신녹권
신경유선생영정및공신녹권(申景裕先生影幀및功臣錄券)은 경기도 광주시에 있던 초상화 및 공신녹권이다. 1984년 9월 12일 경기도의 유형문화재 제118호로 지정되었다가, 2009년 8월 7일 문화재 소재지가 경기도에서 충청북도로 영구 이전됨에 따라 문화재 지정이 해제되었다.

## 개요
문화재 소재지가 경기도에서 충청북도로 영구 이전됨에 따라 지정해제되었다.

## 같이 보기
- 신경유

## 참고 문헌
- 신경유선생영정및공신녹권 - 국가유산청 국가유산포털